# Champeaux (Seine-et-Marne)
Champeaux ist eine französische Gemeinde mit 814 Einwohnern (Stand 1. Januar 2022) im Département Seine-et-Marne in der Region Île-de-France. 

## Geographie
Das Gemeindegebiet wird im Süden vom Fluss Almont durchquert.
Der Ort in der Brie ist über die Landstraße D215 zu erreichen.

## Geschichte
Champeaux wurde erstmals 632 im Testament der heiligen Fara erwähnt, der Äbtissin der später nach ihr benannten Abtei Faremoutiers. In der Mitte des 7. Jahrhunderts gründeten die Benediktinerinnen von Faremoutiers in Champeaux ein Priorat. Das Gebiet gehörte ursprünglich zum Erzbistum Sens, wurde aber bereits zu Beginn des 11. Jahrhunderts dem Bistum Paris unterstellt. Zu Beginn des 12. Jahrhunderts wurden die Nonnen durch Säkularkanoniker ersetzt. Diese begründeten eine Schule für theologische Studien und eine Kantorenschule, die bald in hohem Ansehen standen. Zwischen 1160 und 1315 ließen die Chorherren an der Stelle der alten Martinskirche eine neue Kirche errichten.

## Sehenswürdigkeiten
- Kirche St-Martin: Der Bau wurde in der Mitte des 12. Jahrhunderts am Übergang von der Romanik zur Gotik begonnen und zu Beginn des 14. Jahrhunderts fertiggestellt (Monument historique).
- Château d'Aunoy, Schloss aus dem 18. Jahrhundert (Monument historique)

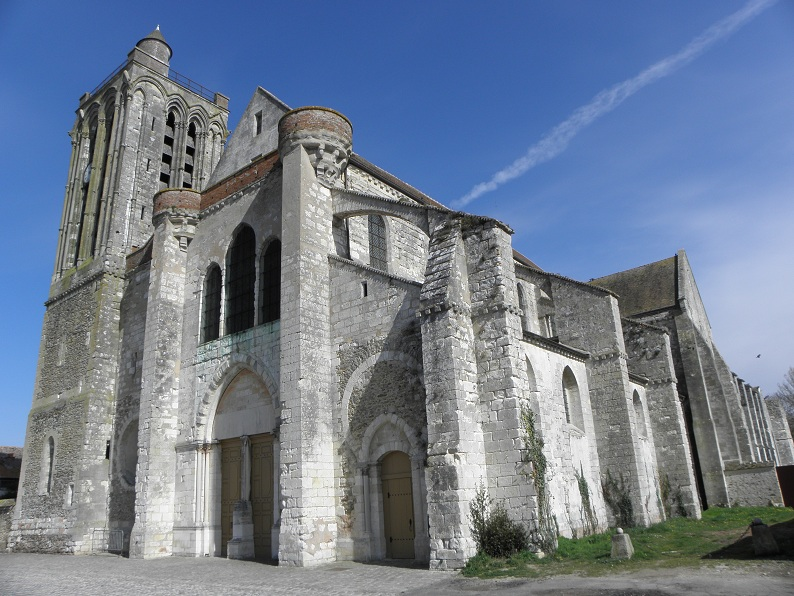
Ehemalige Kollegiatkirche Saint-Martin